# The Hearse
The Hearse (titulada Pasaje para un coche funebre en España e Hispanoamérica) es una película estadounidense de 1980. Escrita por William Bleich.

## Sipnosis
Tras sufrir la muerte de su madre y pasar por un reciente divorcio, una mujer de San Francisco, la profesora jane Hardy (Trish Van Devere), decide apartarse del mundo durante una temporada e irse a un lejano pueblo en el que no conoce a nadie e instalarse en la deshabitada casa que perteneció a una fallecida tía. Cuando se encuentra en las cercanías del pueblo, a donde llega de noche, tiene un encontronazo con un coche fúnebre que tras chocar levemente con ella sigue camino, lo que sumado al extraño recibimiento por la mayor parte de los lugareños al saber quién es y la casa en la que se aloja (hasta los caballos relinchan al oír el nombre de la mansión), uno de los cuales es Walter Pritchard (Joseph Cotten), que se muestra molesto porque al parecer la tía le había prometido cederle la casa a su muerte y las extrañas apariciones que sufre en ella, nos sumerge durante todo el metraje en una inquietante atmósfera siniestra.

## Reparto
- Trish Van Devere es Jane Hardy
- Joseph Cotten es Walter Pritchard
- David Gautreaux es Tom Sullivan
- Donald Hotton es Reverend Winston
- Med Flory es el Sheriff Denton
- Donald Petrie es Luke
- Christopher McDonald es Pete
- Perry Lang es Paul Gordon
- Fred Franklyn es el señor Gordon
- Al Hansen es Bo Rehnquist
- Dominic Barto es el conductor
- Nicholas Shields es el doctor Greenwalt
- Chuck Mitchell es el contador
- Allison Balson es Alice
- Jim Gatherum es el chico n.°1
- Victoria Eubank es Lois
- Tanya Bowers es la chica de la escuela
- Dennis Quaid es el reparador

## Producción
La producción tuvo lugar en San Francisco y Bradbury, California, a partir del 29 de octubre de 1979 y finalizó en enero de 1980.
En la película se utilizaron dos coches fúnebres Packard de 1952, transformados por Henney Motor Company, uno de los cuales ocupa un lugar destacado en el cartel de la película.